# Diarrère
Diarrère ist eine Gemeinde (commune) im Département Fatick der Region Fatick, gelegen im zentralen Westen Senegals. Sie besteht aus dem namensgebenden Hauptort (chef-lieu) sowie weiteren Dörfern (villages) und Weilern (hameaux).

## Geographische Lage
Die Gemeinde Diarrère liegt im Erdnussbecken Senegals. Der Hauptort Diarrère liegt 13 Kilometer nordwestlich der Départementspräfektur Fatick und 107 Kilometer südöstlich der Hauptstadt Dakar. Das Gemeindegebiet hat eine Fläche von 107,70 km². Benachbarte Kommunen sind im Uhrzeigersinn Fissel im Nordwesten, Ngayokhème im Nordosten, Niakhar im Osten, Diouroup im Süden und im Westen Tattaguine.

## Geschichte
Das Dorf Diarrère war seit 1972 Hauptort einer Landgemeinde (communauté rurale) und die erhielt 2014, wie in Senegal alle communautés rurales, den landesweit einheitlichen Status einer Gemeinde (commune).

## Bevölkerung
Die letzten Volkszählungen ergaben jeweils folgende Einwohnerzahlen:
| Jahr | Einwohner |
| ---- | --------- |
| 1988 | 20.177    |
| 2002 | 26.753    |
| 2013 | 30.237    |
| 2023 | 35.775    |

Nach dem Zensus 1988 umfasste die Landgemeinde Diarrère 22 Dörfer. Der Hauptort Diarrère hatte damals 1323 Einwohner und lag damit nach Einwohnerzahl in der Landgemeinde an zweiter Stelle nach dem Dorf Diohine (2070 Einwohner).

## Verkehr
Diarrère liegt abseits des Netzes der Nationalstraßen. Eine 13 Kilometer lange Schotterpiste, die bei Fatick von der N 1 nach Norden abzweigt, verbindet den Hauptort mit dem Rest des Landes. 